# Cariniana pyriformis
Cariniana pyriformis é uma espécie de planta lenhosa da família Lecythidaceae.
Pode ser encontrada nos seguintes países: extremo noroeste da Colômbia e da Venezuela, Trinidad (Caribe), provavelmente também no Panamá. A espécie foi descrita em 1874.
Esta espécie está ameaçada por perda de habitat.